# Mauro Cappelloni
Mauro Cappelloni (* 1943 in Rom) ist ein italienischer Filmregisseur und Drehbuchautor.

## Leben
Nach ersten Erfahrungen als Regieassistent von Vittorio Caprioli 1967 fungierte er in dieser Position häufig für Mauro Bolognini. Dabei war er auch in Theaterproduktionen tätig; zusätzlich war er Produzent von Werbespots, Musikvideos und Kurzfilmen. Ab 1981 war er künstlerischer Leiter der Produktionsfirma Clemi Cinematografica, als ausführender Produzent arbeitete er für das Fernsehen.
Mitte der 1990er Jahre wirkte Cappelloni als Regisseur von drei Spielfilmen, die er selbst skriptete und produzierte; letzteres genügte ihn bei einem 1999 entstandenen vierten, S.O.S. Er ist Geschäftsführer der Produktionsfirma Equinox Films.

## Filmografie (Auswahl)
- 1995: In den Fängen der Mafia (Il decisionista)